# دنیل لوید (دوچرخه‌سوار)
دنیل لوید (انگلیسی: Daniel Lloyd؛ زادهٔ ۱۱ اوت ۱۹۸۰) دوچرخه‌سوار اهل بریتانیا است. وی در مسابقات تور دو فرانس و جیرو دیتالیا شرکت کرده است.